# Stateless
Stateless är den engelsk-amerikanska sångerskan Lene Lovichs debutalbum, utgivet i oktober 1978 på etiketten Stiff Records.

## Låtlista
| Nr           | Titel                   | Längd |
| ------------ | ----------------------- | ----- |
| 1.           | Home                    | 3:40  |
| 2.           | Sleeping Beauty         | 3:00  |
| 3.           | Lucky Number            | 2:47  |
| 4.           | Too Tender (To Touch)   | 4:04  |
| 5.           | Say When                | 2:49  |
| 6.           | Writing on the Wall     | 3:08  |
| 7.           | Telepathy               | 2:45  |
| 8.           | Momentary Breakdown     | 3:18  |
| 9.           | I Think We're Alone Now | 2:45  |
| 10.          | One in a 1,000,000      | 2:48  |
| 11.          | Tonight                 | 4:27  |
| Total längd: | Total längd:            | 35:31 |

## Medverkande
- Lene Lovich – sång, saxofon
- Les Chappell – gitarr, EMS-synthesizer, slagverk, sång
- Jeff Smith – synthesizer
- Nick Plytas – hammondorgel, piano
- Ron François – basgitarr, slagverk, sång
- Bobby Irwin – trummor, slagverk, sång
- Don Snow – piano på "Too Tender (To Touch)"